# リヴォニア帯剣騎士団

紋章

リヴォニア帯剣騎士団（リヴォニアたいけんきしだん）、正式名称リヴォニアのキリスト騎士修道会（リヴォニアのキリストきししゅうどうかい、羅：Fratres Militie Christi de Livonia, 独：Schwertbrüderorden）は、騎士修道会の一つ。刀剣騎士修道会（とうけんきししゅうどうかい）とも呼ばれる。1202年に設立、1237年にドイツ騎士団に吸収された。

## 歴史
現在のラトビアからエストニアにかけて位置するリヴォニアでは、キリスト教徒と現地の異教徒との軋轢は日に日に高まり小競り合いも頻発していた。そんな中、1199年にリヴォニア司教区の司教に任命されたシトー会のアルベルトは、教皇インノケンティウス3世に十字軍の許可を願い出る。アルベルトは十字軍兵士を集め、1200年3月にリガに移動し、十字軍の力によりその周辺の異教徒リーヴ人を服属させる。
アルベルトはリーヴ人を使役してリガを増築し、1201年に自分のリヴォニア司教座の位置を以前のエクスキュルからリガに移転させる。翌1202年にアルベルトはリガ城を本拠地とするリヴォニア帯剣騎士団を設立した。当初の騎士団のメンバーはリガまで連れてきた十字軍兵士から勧誘され、入団した人間は永続的にリガに留まり防備に従事した。
彼らの活動によりリヴォニアはあらかた征服され、エストニアの支配権を巡ってスウェーデンと争った。デンマーク王ヴァルデマー2世の支援を受けた騎士団はバルト海に浮かぶエストニア人が居住する島々と北部エストニアを占領し、1230年にデンマークが領有していたレヴァル（タリン）を占領した。
騎士団はローマ教皇から正式な認可を受けて征服活動は正当化され、エストニア土着の部族は騎士団の征服に激しく抵抗した。また、征服地の領有を巡って騎士団とアルベルトが対立し、インノケンティウス3世からの仲介を受けた。しかし、征服した異教徒への過酷な搾取や、過度に残忍な戦いぶりや非道さはローマ教会でも問題になるほどであり、あげくそれを掣肘しようとした教皇特使にも狼藉を加えた。
1236年にリトアニアのザウレ（シャウレイ）にてリトアニア軍と戦い、総長フォークウィンを含む大勢の騎士が戦死する惨敗を喫し（ザウレの戦い）、翌年1237年にはドイツ騎士団に吸収合併され、リヴォニア騎士団として自治的な分団の地位に置かれた。

## 組織
この騎士団の目的は、バルト三国周辺の異教徒達を服属させカトリックに改宗させることと、在留クリスチャンや宣教師（伝道者）を保護することである。この点で、聖地エルサレムの守護・奪回や巡礼者の保護を目的としている他の騎士修道会とは本質的に異なっていた。
団員は白いマントを身に纏い、教皇インノケンティウス3世より賜った赤い剣と小さな十字の紋章を左肩につけていた。この剣の紋章が、この騎士団の呼称につけられる「帯剣」あるいは「刀剣」の語の由来である。
基本的な規則と内部構造はテンプル騎士団と同じく、騎士、聖職者、一般兵・職人の3階層に分かれていた。他の騎士修道会とは違い、騎士修道会の総長のさらに上位にリガ司教が君臨していたが、騎士団独自の政治的・財政的基盤を得るなどして、次第に自立化傾向を強めていった。